# Oscar de melhor som
O Óscar de Melhor Som é um Óscar que reconhece a melhor ou mais eufônica mixagem, gravação, design de som e edição de som. Geralmente é concedido aos misturadores de som de produção, misturadores de regravação e editores de som supervisores do filme vencedor. Nas listas abaixo, o vencedor do prêmio de cada ano é mostrado primeiro, seguido pelos outros indicados. Antes do Oscar 2021, Melhor Mixagem de Som e Melhor Edição de Som eram categorias distintas.
Para o segundo e terceiro anos desta categoria (ou seja, o Oscar 1932 e o Oscar 1933), apenas os nomes das empresas de cinema foram listados. Paramount Publix Studio Sound Department venceu em ambos os anos.

## Década de 1930
- 1930: The Big House, Douglas Shearer, Metro-Goldwyn-Mayer
  - The Case of Sergeant Grischa
  - The Love Parade
  - Raffles
  - Song of the Flame
- 1931: Paramount Publix Studio Sound Department
  - MGM Studio Sound Department
  - RKO Pictures Radio Studio Sound Department
  - Samuel Goldwyn-United Artists Studio Sound Department
- 1932: Paramount Publix Studio Sound Department
  - MGM Studio Sound Department
  - RKO Radio Studio Sound Department
  - Walt Disney
  - Warner Bros.First National Studio Sound Department
- 1933: A Farewell to Arms, Franklin B. Hansen, Paramount
  - 42nd Street
  - Gold Diggers of 1933
  - I Am a Fugitive from a Chain Gang
- 1934: One Night of Love, John Livadary, Columbia
  - The Affairs of Cellini
  - Cleopatra
  - Flirtation Walk
  - The Gay Divorcee
  - Imitation of Life
  - Viva Villa!
  - The White Parade
- 1935: Naughty Marietta, Douglas Shearer, Metro-Goldwyn-Mayer
  - $1,000 a Minute
  - Bride of Frankenstein
  - Captain Blood
  - The Dark Angel
  - I Dream Too Much
  - The Lives of a Bengal Lancer
  - Love Me Forever
  - Thanks a Million
- 1936: San Francisco, Douglas Shearer, Metro-Goldwyn-Mayer
  - Banjo on My Knee
  - The Charge of the Light Brigade
  - Dodsworth
  - General Spanky
  - Mr. Deeds Goes to Town
  - The Texas Rangers
  - That Girl from Paris
  - Three Smart Girls
- 1937: The Hurricane, Thomas T. Moulton, United Artists
  - The Girl Said No
  - Hitting a New High
  - In Old Chicago
  - The Life of Emile Zola
  - Lost Horizon
  - Maytime
  - One Hundred Men and a Girl 
  - Topper 
  - Wells Fargo
- 1938: The Cowboy and the Lady, Thomas T. Moulton, United Artists
  - Army Girl
  - Four Daughters
  - If I Were King
  - Merrily We Live
  - Suez 
  - Sweethearts
  - That Certain Age
  - Vivacious Lady
  - You Can't Take It with You
- 1939: When Tomorrow Comes, Bernard B. Brown, Universal
  - Balalaika
  - Gone with the Wind 
  - Adeus, Mr. Chips
  - The Great Victor Herbert
  - The Hunchback of Notre Dame
  - Man of Conquest
  - Mr. Smith Goes to Washington
  - Of Mice and Men
  - The Private Lives of Elizabeth and Essex
  - The Rains Came

## Década de 1940
- 1940 Strike Up the Band, Douglas Shearer, Metro-Goldwyn-Mayer
  - Behind the News
  - Captain Caution
  - The Grapes of Wrath
  - The Howards of Virginia
  - Kitty Foyle
  - North West Mounted Police
  - Our Town
  - The Sea Hawk
  - Spring Parade
  - Too Many Husbands
- 1941 That Hamilton Woman!, Jack Whitney, United Artists
  - Appointment for Love
  - Ball of Fire
  - The Chocolate Soldier
  - Citizen Kane
  - The Devil Pays Off
  - How Green Was My Valley
  - The Men in Her Life
  - Sergeant York
  - Skylark
  - Topper Returns
- 1942 Yankee Doodle Dandy, Nathan Levinson, Warner Bros.
  - Arabian Nights
  - Bambi
  - Flying Tigers
  - Friendly Enemies
  - The Gold Rush
  - Mrs. Miniver
  - Once Upon a Honeymoon
  - The Pride of the Yankees
  - Road to Morocco
  - This Above All
  - You Were Never Lovelier
- 1943 This Land Is Mine, Stephen Dunn, RKO
  - Hangmen Also Die
  - In Old Oklahoma
  - Madame Curie
  - The North Star
  - Phantom of the Opera
  - Riding High
  - Sahara
  - Saludos Amigos
  - So This Is Washington
  - The Song of Bernadette
  - This Is the Army
- 1944 Wilson, E. H. Hansen, 20th Century Fox
  - Brazil 
  - Casanova Brown
  - Cover Girl
  - Double Indemnity
  - His Butler's Sister
  - Hollywood Canteen
  - It Happened Tomorrow
  - Kismet
  - Music in Manhattan
  - Voice in the Wind
- 1945 The Bells of St. Mary's, Stephen Dunn, RKO
  - Flame of Barbary Coast
  - Lady on a Train
  - Leave Her to Heaven
  - Rhapsody in Blue
  - A Song to Remember
  - The Southerner
  - They Were Expendable
  - The Three Caballeros
  - Three Is a Family
  - The Unseen
  - Wonder Man
- 1946 The Jolson Story, John Livadary, Columbia
  - The Best Years of Our Lives
  - It's a Wonderful Life
- 1947 The Bishop's Wife, Gordon Sawyer, The Samuel Goldwyn Studio
  - Green Dolphin Street
  - T-Men
- 1948 The Snake Pit, Thomas T. Moulton, 20th Century Fox
  - Johnny Belinda
  - Moonrise
- 1949 Twelve O'Clock High, Thomas T. Moulton, 20th Century Fox
  - Once More, My Darling
  - Sands of Iwo Jima

## Década de 1950
- 1950 All About Eve, Thomas T. Moulton, 20th Century-Fox
  - Cinderela
  - Louisa
  - Our Very Own
  - Trio
- 1951 The Great Caruso, Douglas Shearer, Metro-Goldwyn-Mayer
  - Bright Victory 
  - I Want You
  - A Streetcar Named Desire
  - Two Tickets to Broadway
- 1952 The Sound Barrier, London Films Sound Department
  - The Card
  - Hans Christian Andersen
  - The Quiet Man
  - With a Song in My Heart
- 1953 From Here to Eternity, John P. Livadary, Columbia
  - Calamity Jane
  - Knights of the Round Table
  - The Mississippi Gambler
  - The War of the Worlds
- 1954 The Glenn Miller Story, Leslie I. Carey, Universal
  - Brigadoon
  - The Caine Mutiny
  - Rear Window
  - Susan Slept Here
- 1955 Oklahoma!, Fred Hynes, Todd-AO Sound Department
  - Love is a Many-Splendored Thing
  - Love Me or Leave Me
  - Mister Roberts
  - Not as a Stranger, Watson Jones, RCA Sound Department
- 1956 The King and I, Carl Faulkner, 20th Century-Fox
  - The Brave One
  - The Eddy Duchin Story
  - Friendly Persuasion
  - The Ten Commandments
- 1957 Sayonara, George Groves, Warner Bros.
  - Gunfight at the O.K. Corral
  - Les Girls
  - Pal Joey
  - Witness for the Prosecution
- 1958 South Pacific, Fred Hynes, Todd-AO Sound Department
  - I Want to Live!
  - A Time to Love and a Time to Die
  - Vertigo
  - The Young Lions
- 1959 Ben-Hur, Franklin E. Milton, Metro-Goldwyn-Mayer
  - Journey to the Center of the Earth
  - Libel
  - The Nun's Story
  - Porgy and Bess

## Década de 1960
- 1960 The Alamo (1960), Fred Hynes, Todd-AO Sound Department and Gordon E. Sawyer, Samuel Goldwyn Studio
  - The Apartment 
  - Cimarron
  - Pepe
  - Sunrise at Campobello
- 1961 West Side Story, Gordon E. Sawyer, Samuel Goldwyn Studio e Fred Hynes, Todd-AO Sound Department
  - The Children's Hour
  - Flower Drum Song
  - The Guns of Navarone
  - The Parent Trap
- 1962 Lawrence of Arabia, John Cox, Shepperton Studios
  - Bon Voyage!
  - The Music Man
  - That Touch of Mink
  - What Ever Happened to Baby Jane?
- 1963 How the West Was Won, Franklin E. Milton, Metro-Goldwyn-Mayer
  - Bye Bye Birdie
  - Captain Newman, M.D.
  - Cleopatra
  - It's a Mad Mad Mad Mad World
- 1964 My Fair Lady, George R. Groves, Warner Bros.
  - Becket
  - Father Goose
  - Mary Poppins
  - The Unsinkable Molly Brown
- 1965 The Sound of Music, James P. Corcoran, 20th Century-Fox
  - The Agony and the Ecstasy
  - Doctor Zhivago
  - The Great Race
  - Shenandoah
- 1966 Grand Prix, Franklin E. Milton, Metro-Goldwyn-Mayer
  - Gambit
  - Hawaii 
  - The Sand Pebbles
  - Who's Afraid of Virginia Woolf?
- 1967 In the Heat of the Night, Samuel Goldwyn Studio
  - Camelot
  - The Dirty Dozen
  - Doctor Dolittle 
  - Thoroughly Modern Millie
- 1968 Oliver!, Shepperton Studio
  - Bullitt
  - Finian's Rainbow
  - Funny Girl
  - Star!
- 1969 Hello, Dolly!, Jack Solomon, Murray Spivack
  - Anne of the Thousand Days
  - Butch Cassidy and the Sundance Kid
  - Gaily, Gaily
  - Marooned

## Década de 1970
- 1970 Patton, Douglas Williams, Don Bassman
  - Airport
  - Ryan's Daughter
  - Tora! Tora! Tora!
  - Woodstock
- 1971 Fiddler on the Roof, Gordon K. McCallum, David Hildyard
  - Diamonds Are Forever
  - The French Connection
  - Kotch
  - Mary, Queen of Scots
- 1972 Cabaret, Robert Knudson, David Hildyard
  - Butterflies Are Free
  - The Candidate
  - The Godfather
  - The Poseidon Adventure
- 1973 The Exorcist, Robert Knudson, Chris Newman
  - The Day of the Dolphin
  - The Paper Chase
  - Paper Moon
  - The Sting
- 1974 Earthquake, Ronald Pierce, Melvin Metcalfe Sr.
  - Chinatown 
  - The Conversation
  - The Towering Inferno
  - Young Frankenstein
- 1975 Jaws, Robert L. Hoyt, Roger Heman, Earl Madery, John Carter
  - Bite the Bullet
  - Funny Lady
  - The Hindenburg
  - The Wind and the Lion
- 1976 All the President's Men, Arthur Piantadosi, Les Fresholtz, Dick Alexander, Jim Webb
  - King Kong
  - Rocky
  - Silver Streak
  - A Star Is Born
- 1977 Star Wars, Don MacDougall, Ray West, Bob Minkler, Derek Ball
  - Close Encounters of the Third Kind
  - The Deep
  - Sorcerer
  - The Turning Point
- 1978 The Deer Hunter, Richard Portman, William McCaughey, Aaron Rochin, Darin Knight
  - The Buddy Holly Story
  - Days of Heaven
  - Hooper
  - Superman
- 1979 Apocalypse Now, Walter Murch, Mark Berger, Richard Beggs, Nat Boxer
  - 1941 
  - The Electric Horseman
  - Meteoro
  - The Rose

## Década de 1980
- 1980 Star Wars: Episode V - The Empire Strikes Back , Bill Varney, Steve Maslow, Gregg Landaker, Peter Sutton
  - Altered States
  - Coal Miner's Daughter
  - Fame
  - Raging Bull
- 1981 Raiders of the Lost Ark, Bill Varney, Steve Maslow, Gregg Landaker, Roy Charman
  - On Golden Pond
  - Outland
  - Pennies from Heaven
  - Reds
- 1982 E.T. the Extra-Terrestrial, Robert Knudson, Robert Glass, Don Digirolamo, Gene Cantamessa
  - Das Boot
  - Gandhi 
  - Tootsie
  - Tron
- 1983 The Right Stuff, Mark Berger, Tom Scott, Randy Thom, David MacMillan
  - Never Cry Wolf
  - Star Wars: Episode VI – Return of the Jedi
  - Terms of Endearment
  - WarGames
- 1984 Amadeus, Mark Berger, Tom Scott, Todd Boekelheide, Chris Newmna
  - 2010
  - Dune
  - A Passage to India
  - The River
- 1985 Out of Africa, Chris Jenkins, Gary Alexander, Larry Stensvold, Peter Handford
  - Back to the Future
  - A Chorus Line
  - Ladyhawke
  - Silverado
- 1986 Platoon, John K. Wilkinson, Richard Rogers, Charles "Bud" Grenzbach, Simon Kaye
  - Aliens
  - Heartbreak Ridge
  - Star Trek IV: The Voyage Home
  - Top Gun
- 1987 The Last Emperor, Bill Rowe, Ivan Sharrock
  - Empire of the Sun
  - Lethal Weapon
  - RoboCop
  - The Witches of Eastwick
- 1988 Bird, Les Fresholtz, Dick Alexander, Vern Poore, Willie D. Burton
  - Die Hard
  - Gorillas in the Mist: The Story of Dian Fossey
  - Mississippi Burning
  - Who Framed Roger Rabbit
- 1989 Glory, Donald O. Mitchell, Gregg C. Rudloff, Elliot Tyson, Russell Williams II
  - The Abyss
  - Black Rain
  - Born on the Fourth of July
  - Indiana Jones and the Last Crusade

## Década de 1990
- 1990 Dances With Wolves, Jeffrey Perkins, Bill W. Benton, Greg Watkins, Russell Williams II
  - Days of Thunder
  - Dick Tracy
  - The Hunt for Red October
  - Total Recall
- 1991 Terminator 2: Judgment Day, Tom Johnson, Gary Rydstrom, Gary Summers, Lee Orloff
  - Backdraft
  - Beauty and the Beast
  - JFK
  - The Silence of the Lambs
- 1992 The Last of the Mohicans, Chris Jenkins, Doug Hemphill, Mark Smith, Simon Kaye
  - Aladdin
  - A Few Good Men
  - Under Siege
  - Unforgiven
- 1993 Jurassic Park, Gary Summers, Gary Rydstrom, Shawn Murphy, Ron Judkins
  - Cliffhanger
  - The Fugitive
  - Geronimo: An American Legend
  - Schindler's List
- 1994 Speed, Gregg Landaker, Steve Maslow, Bob Beemer, David R. B. MacMillan
  - Clear and Present Danger
  - Forrest Gump
  - Legends of the Fall
  - The Shawshank Redemption
- 1995 Apollo 13, Rick Dior, Steve Pederson, Scott Millan, David MacMillan
  - Batman Forever
  - Braveheart
  - Crimson Tide
  - Waterworld
- 1996 The English Patient, Walter Murch, Mark Berger, David Parker, Chris Newman
  - Evita
  - Independence Day
  - The Rock
  - Twister
- 1997 Titanic, Gary Rydstrom, Tom Johnson, Gary Summers, Mark Ulano
  - Air Force One
  - Con Air
  - Contact
  - L.A. Confidential
- 1998 Saving Private Ryan, Gary Rydstrom, Gary Summers, Andy Nelson, Ronald Judkins
  - Armageddon
  - The Mask of Zorro
  - Shakespeare in Love
  - The Thin Red Line
- 1999 The Matrix, John Reitz, Gregg Rudloff, David Campbell, David Lee
  - The Green Mile
  - The Insider
  - The Mummy 
  - Star Wars: Episode I – The Phantom Menace

## Década de 2000
- 2001: Gladiator – Scott Millan, Bob Beemer, Ken Weston
  - Cast Away - Randy Thom, Tom Johnson, Dennis S. Sands, William B. Kaplan
  - The Patriot, - Kevin O'Connell, Greg P. Russell, Lee Orloff
  - The Perfect Storm, - John T. Reitz, Gregg Rudloff, David E. Campbell, Keith A. Wester
  - U-571 - Steve Maslow, Gregg Landaker, Rick Kline, Ivan Sharrock
- 2002: Black Hawk Down – Michael Minkler, Myron Nettinga, Chris Munro
  - Amélie - Vincent Arnardi, Guillaume Leriche, Jean Umansky
  - The Lord of the Rings: The Fellowship of the Ring - Christopher Boyes, Michael Semanick, Gethin Creagh, Hammond Peek
  - Moulin Rouge! - Andy Nelson, Anna Behlmer, Roger Savage, Guntis Sics
  - Pearl Harbor - Greg P. Russell, Peter J. Devlin, Kevin O'Connell
- 2003: Chicago – Michael Minkler, Dominic Tavella, David Lee
  - Gangs of New York - Tom Fleischman, Eugene Gearty, Ivan Sharrock
  - The Lord of the Rings: The Two Towers - Christopher Boyes, Michael Semanick, Michael Hedges, Hammond Peek
  - Road to Perdition - Scott Millan, Bob Beemer, John Pritchett
  - Spider-Man - Kevin O'Connell, Greg P. Russell, Ed Novick
- 2004: The Lord of the Rings: The Return of the King – Christopher Boyes, Michael Semanick, Michael Hedges, Hammond Peek
  - The Last Samurai – Andy Nelson, Anna Behlmer e Jeff Wexler
  - Master and Commander: The Far Side of the World – Paul Massey, Doug Hemphill e Art Rochester
  - Pirates of the Caribbean: The Curse of the Black Pearl – Christopher Boyes, David Parker, David Campbell e Lee Orloff
  - Seabiscuit – Andy Nelson, Anna Behlmer e Tod A. Maitland
- 2005: Ray – Scott Millan, Greg Orloff, Bob Beemer e Steve Cantamessa 
  - The Aviator – Tom Fleischman e Petur Hliddal
  - The Incredibles – Randy Thom, Gary Rizzo e Doc Kane
  - The Polar Express – Randy Thom, Tom Johnson, Dennis Sands e William B. Kaplan
  - Spider-Man 2 – Kevin O'Connell, Greg P. Russell, Jeffrey J. Haboush e Joseph Geisinger
- 2006: King Kong – Christopher Boyes, Michael Semanick, Michael Hedges, Hammond Peek
  - The Chronicles of Narnia: The Lion, the Witch and the Wardrobe – Terry Porter, Dean A. Zupancic e Tony Johnson
  - Memoirs of a Geisha – Kevin O'Connell, Greg P. Russell, Rick Kline e John Pritchett
  - Walk the Line - Paul Massey, Doug Hemphill, Peter F Kurland
  - War of the Worlds – Andy Nelson, Anna Behlmer e Ronald Judkins
- 2007: Dreamgirls – Michael Minkler, Bob Beemer, Willie D. Burton
  - Apocalypto -  Kevin O'Connell, Greg P. Russell, Fernando Cámara
  - Blood Diamond - Andy Nelson, Anna Behlmer, Ivan Sharrock
  - Flags of Our Fathers - John T. Reitz, David E. Campbell, Gregg Rudloff, Walt Martin
  - Pirates of the Caribbean: Dead Man's Chest -  Paul Massey, Christopher Boyes, Lee Orloff
- 2008: The Bourne Ultimatum – Kirk Francis, Scott Millan e David Parker
  - No Country for Old Men - Craig Berkey, Peter Kurland, Skip Lievsay e Greg Orloff
  - Ratatouille - Doc Kane, Michael Semanick e Randy Thom
  - 3:10 to Yuma - David Giammarco, Paul Massey e Jim Stuebe
  - Transformers - Peter J. Devlin, Kevin O'Connell e Greg P. Russell
- 2009: Slumdog Millionaire – Ian Tapp, Richard Pryke e Resul Pookutty
  - The Curious Case of Benjamin Button - David Parker, Michael Semanick, Ren Klyce e Mark Weingarten
  - WALL-E - Tom Myers, Michael Semanick e Ben Burtt
  - The Dark Knight - Lora Hirschberg, Gary Rizzo e Ed Novick
  - Wanted - Chris Jenkins, Frank A. Montaño e Petr Forejt

## Década de 2010
- 2010: The Hurt Locker – Ray Beckett e Paul N. J. Ottosson
  - Avatar – Christopher Boyes, Tony Johnson, Andy Nelson e Gary Summers
  - Inglorious Bastards – Tony Lamberti, Michael Minkler e Mark Ulano
  - Star Trek – Anna Behlmer, Peter J. Devlin e Andy Nelson
  - Transformers: Revenge of the Fallen – Geoffrey Patterson, Greg P. Russell e Gary Summers
- 2011: Inception – Lora Hirschberg, Ed Novick e Gary Rizzo
  - The King's Speech – Paul Hamblin, Martin Jensen e John Midgley
  - Salt – Jeffrey J. Haboush, Scott Millan, Greg P. Russell e William Sarokin
  - The Social Network – Ren Klyce, David Parker, Michael Semanick e Mark Weingarten
  - True Grit – Craig Berkey, Peter Kurland, Skip Lievsay e Greg Orloff
- 2012: Hugo – Tom Fleischman e John Midgley
  - The Girl with the Dragon Tattoo – Ren Klyce, David Parker, Bo Persson e Michael Semanick
  - Moneyball – Deb Adair, Ron Bochar, David Giammarco e Ed Novick
  - Transformers: Dark of the Moon – Peter J. Devlin, Jeffrey J. Haboush, Greg P. Russell e Gary Summers
  - War Horse – Tom Johnson, Andy Nelson, Gary Rydstrom e Stuart Wilson
- 2013: Les Misérables – Simon Hayes, Andy Nelson e Mark Paterson
  - Argo – Jose Antonio Garcia, John T. Reitz e Gregg Rudloff
  - Life of Pi – Ron Bartlett, Doug Hemphill e Drew Kunin
  - Lincoln – Ron Judkins, Andy Nelson e Gary Rydstrom
  - Skyfall – Scott Millan, Greg P. Russell e Stuart Wilson
- 2014: Gravity – Niv Adiri, Christopher Benstead, Skip Lievsay e Chris Munro
  - Captain Phillips – Chris Burdon, Chris Munro, Mike Prestwood e Mark Taylor
  - The Hobbit: The Desolation of Smaug – Christopher Boyes, Michael Hedges, Tony Johnson e Michael Semanick
  - Inside Llewyn Davis – Peter Kurland, Skip Lievsay e Greg Orloff
  - Lone Survivor – Beau Borders, David Brownlow e Andy Koyama
- 2015: Whiplash – Thomas Curley, Criag Mann e Ben Wilkins
  - American Sniper – Walt Martin (indicação póstuma), John Reitz e Gregg Rudloff
  - Birdman – Frank A. Montaño, Jon Taylor e Thomas Varga
  - Interstellar – Gregg Landaker, Gary A. Rizzo e Mark Weingarten
  - Unbroken – David Lee, Frank A. Montaño e Jon Taylor
- 2016: Mad Max: Fury Road – Chris Jenkins, Ben Osmo e Gregg Rudloff
  - Bridge of Spies – Drew Kunin, Andy Nelson e Gary Rydstrom
  - The Martian – Paul Massey, Mac Ruth e Mark Taylor
  - The Revenant – Chris Duesterdiek, Frank A. Montaño, Jon Taylor e Randy Thom
  - Star Wars: Episode VII — The Force Awakens – Andy Nelson, Christopher Scarabosio e Stuart Wilson
- 2017: Hacksaw Ridge – Kevin O'Connell, Andy Wright, Robert Mackenzie e Peter Grace
  - 13 Hours: The Secret Soldiers of Benghazi – Russell, Summers, Haboush e Ruth
  - Arrival – Bernard Gariépy Strobl e Claude La Haye
  - La La Land – Andy Nelson, Ai-Ling Lee e Steve A. Morrow
  - Rogue One: A Star Wars Story – David Parker, C. Scarabosio e Stuart Wilson
- 2018: Dunkirk – Gregg Landaker, Gary Rizzo e Mark Weingarten
  - Baby Driver – Julian Slater, Tim Cavagin e Mary H. Ellis
  - Blade Runner 2049 – Ron Bartlett, Doug Hemphill e Mac Ruth
  - The Shape of Water – Christian Cooke, Brad Zoern e Glen Gauthier
  - Star Wars: The Last Jedi - David Parker, Michael Semanick, Ren Klyce e Stuart Wilson
- 2019: Bohemian Rhapsody – Paul Massey, Tim Cavagin e John Casali
  - A Star Is Born – Tom Ozanich, Dean A. Zupancic, Jason Ruder e Steve A. Morrow
  - Black Panther – Steve Boeddeker, Brandon Proctor e Peter Devlin
  - First Man – Jon Taylor, Frank A. Montaño, Ai-Ling Lee e Mary H. Ellis
  - Roma - Skip Lievsay, Craig Henighan e José Antonio Garcia

## Década de 2020
- 2020: 1917 – Mark Taylor e Stuart Wilson
  - Ad Astra – Gary Rydstrom, Tom Johnson e Mark Ulano
  - Joker – Tom Ozanich, Dean A. Zupancic e Tod A. Maitland
  - Ford v Ferrari – Paul Massey, David Giammarco e Steve A. Morrow
  - Once Upon a Time in Hollywood – Michael Minkler, Christian P. Minkler e Mark Ulano
- 2021: Sound of Metal – Nicolas Becker, Jaime Baksht, Michelle Couttolenc, Carlos Cortés e Philip Bladh[2]
  - Greyhound – Warren Shaw, Michael Minkler, Beau Borders e David Wyman
  - Mank – Ren Klyce, Jeremy Molod, David Parker, Nathan Nance e Drew Kunin
  - Soul – Ren Klyce, Coya Elliot e David Parker
  - News of the World – Oliver Tarney, Mike Prestwood Smith, William Miller e John Pritchett
- 2022: Dune – Ron Bartlett, Theo Green, Doug Hemphill, Mark Mangini e Mac Ruth[3]
  - Belfast – Denise Yarde, Simon Chase, James Mather e Niv Adiri
  - No Time to Die – James Harrison, Simon Hayes, Paul Massey, Oliver Tarney e Mark Taylor
  - West Side Story – Brian Chumney, Tod A. Maitland, Andy Nelson, Shawn Murphy e Gary Rydstrom
  - The Power of the Dog – Richard Flynn, Robert Mackenzie e Tara Webb
- 2023: Top Gun: Maverick - Mark Weingarten, James H. Marther, Al Nelson, Chris Burdon e Mark Taylor
  - All Quiet on the Western Front - Viktor Prásil, Frank Kruse, Markus Stemler, lars Gizel e Stefan Korte
  - Avatar: The Way of Water - Julian Howarth, Gwendolyn Yates Whittle, Dick Bernstein, Christopher Boyes, Gary Summers e Michael Hedges
  - The Batman - Stuart Wilson, Willian Files, Douglas Murray e Andy Nelson
  - Elvis - David Lee, Wayne Pashley, Andy Nelson e Michael Keller
  - Top Gun: Maverick - Mark Weingarten, James H. Marther, Al Nelson, Chris Burdon e Mark Taylor
- 2024: The Zone of Interest – Johnnie Burn e Tarn Willers
  - The Creator – Ian Voigt, Erik Aadahl, Ethan Van der Ryn, Tom Ozanich e Dean A. Zupancic
  - Maestro – Richard King, Steve A. Morrow, Tom Ozanich, Jason Ruder e Dean A. Zupancic
  - Mission: Impossible – Dead Reckoning Part One – Chris Munro, James H. Mather, Chris Burdon e Mark Taylor
  - Oppenheimer – Willie D. Burton, Richard King, Kevin O'Connell e Gary Rizzo
- 2025: Dune: Part Two – Gareth John, Richard King, Ron Bartlett e Doug Hemphill[4]
  - Emilia Pérez – Erwan Kerzanet, Aymeric Devoldère, Maxence Dussère, Cyril Holtz e Niels Barletta
  - Wicked – Simon Hayes, Nancy Nugent Title, Jack Dolman, Andy Nelson e John Marquis
  - The Wild Robot – Randy Thom, Brian Chumney, Gary Rizzo e Leff Lefferts
  - A Complete Unknown – Tod A. Maitland, Donald Sylvester, Ted Caplan, Paul Massey e David Giammarco